# Tegalrejo (Sawit)
Tegalrejo is een bestuurslaag in het regentschap Boyolali van de provincie Midden-Java, Indonesië. Tegalrejo telt 2681 inwoners (volkstelling 2010).